# Fontenyásza
Fontenyásza (ukránul: Фонтиняси) falu Ukrajnában, a Kárpátalján, a Técsői járásban.

## Fekvése
Kövesligettől keletre, Széleslonka északi szomszédjában, 428 méterrel a tengerszint felett fekvő település.

## Népesség
A falucskának 655 lakosa van.